# Pingli
Pingli (en chino, 平利; pinyin, Píng·Lì) es un condado  bajo la administración directa de la Prefectura Ankang en la Provincia de Shaanxi, República Popular China.  Su área es de 2647 km² y su población total para 2010 superó los 190 mil habitantes. 

## Administración
Desde julio de 2020, el  Condado Pingli se divide en 11 pueblos administrados en poblados.